# Seidlitzia
Seidlitzia es un género de plantas fanerógamas con diez especies pertenecientes a la familia Amaranthaceae.

## Especies
| - Seidlitzia cinerea - Seidlitzia flordia - Seidlitzia gymnomaschala - Seidlitzia lanigera - Seidlitzia longifolia | - Seidlitzia lowei - Seidlitzia oppositifolia - Seidlitzia orotavensis - Seidlitzia rosmarinus - Seidlitzia verticillata |